# Soiuz (rachetă)

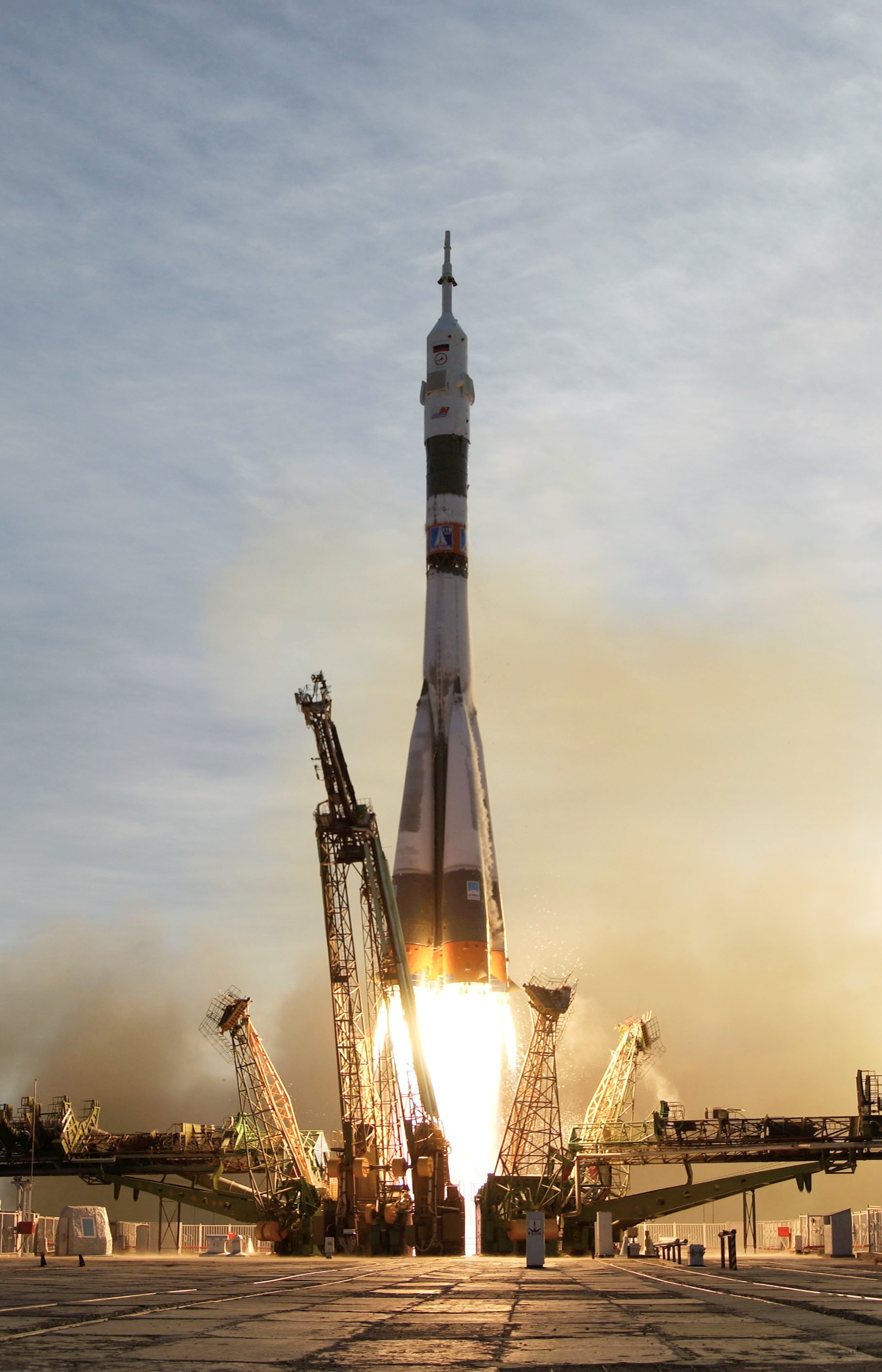
Racheta Soyuz

Racheta Soyuz (rusă союз: uniune, asociație, alianță) este o versiune spațială a rachetei balistice intercontinentale sovietice R-7 Semiorka.